# ニテマゼパム
ニテマゼパム（英：Nitemazepam）または、3-ヒドロキシニメタゼパム（英：3-hydroxynimetazepam）は、1970年代に初めて合成されたが医薬品として販売されることはなかったベンゾジアゼピン誘導体である。テマゼパムの7-クロロではなく7-ニトロ類縁体であり、ニメタゼパムの3-ヒドロキシ誘導体でもあり、活性代謝物である。近年はデザイナードラッグとして販売されており、2017年にヨーロッパで初めて明確に確認された。7-アミノニテマゼパム、ニメタゼパム、3-ヒドロキシニテマゼパム、テマゼパム、ニメタゼパムグルクロニドに代謝される。